# 砥石権現
砥石権現（といしごんげん）は、徳島県名西郡神山町と那賀郡那賀町の境界にある山である。標高1,374.9m。

## 地理
神山町と那賀町の境界にある山で、雲早山の西に位置する。山名は文字通り砥石の山地だったことに由来する。山頂は樹木に覆われ、展望はない。
登山道は、土須峠にあるシャクナゲで有名な岳人の森が整備したコースがあり、主稜線に出ると3mほどのお握り岩があり、西へ15mで三等三角点にたどり着く。お握り岩より東へ1分ほどのところへ行くと標高1,330mの鹿舞ダキ山（岳人の森が命名）の山頂に着く。
また国道193号の雲早トンネルから林道を登るコースもあるが、こちらは急坂で低木の急斜面を木につかまって登らなければならない。他にも剣山スーパー林道からの登山コースも存在する。